# Amenemhet II.

Nubkaure Amenemhet II.  je bil tretji faraon iz Dvanajste dinastije vladarjev Starega Egipta. Vladal je najmanj 35 let (1929 pr. n. št.-1895 pr. n. št.). Njegova vladavina in družinske razmere so kljub temu precej nejasne.

## Družina
Arheološke najdbe so razkrile ime njegove matere Neferu III.,  očetovega imena pa ne. Kljub temu se domneva, da je bil Amenemhetov oče njegov predhodnik Senusret I. Prvi dokazi o njegovem obstoju izvirajo verjetno iz grobnice njegovega soimenjaka, nomarha Amenemheta, pokopanega v Beni Hasanu. Omenjeni nomarh, ki je živel med vladavino SenusretaI., je spremljal faraonovega sina Amenija na odpravi v Nubijo. Domneva se, da je bil princ Ameni Amenemhet II., ki je pred prihodom na prestol spremenil svoje ime.
Identiteta Amenemhetove kraljice/soproge ni znana. V kompleksu njegovih piramid je bilo pokopanih več dvornih gospa, katerih vezi s faraonom niso jasne. Kraljica Keminub je zagotovo iz pozne 13. dinastije, tri »faraonove hčerke« z imeni Ita, Itaveret in Henmet, pa bi res lahko bile njegove hčerke, vendar to ni povsem dokazano. Njegov naslednik Senusret II. je bil najverjetneje njegov sin, čeprav to ni bilo nikoli in nikjer izrecno omenjeno.  Drugi njegovi otroci bi lahko bili princ Amenemhatanh in princesi Nofret II. in Kenemetneferhedžet. Slednja je verjetno istovetna s Kenemetneferhedžet I. Obe princesi sta postali soprogi njunega domnevnega brata Senusreta II.

## Vladanje

### Prihod na prestol
Za Amenemheta II. se je nekoč domnevalo, da je je bil nekaj časa sovladar svojega predhodnika Senusreta I. Domneva je temeljila na dvojno datirani steli uradnika z imenom Vepvaveton (Leiden V4), na kateri se 44. leto vladavine  Senusreta I. prekriva z 2. letom vladavine Amenemheta II. Na obstoj takšne oblike vladavine se zdaj gleda kot na malo verjeten, prekrivanje datumov na steli pa se razlaga kot časovno obdobje Vepvavetovega službovanja, se pravi od 44. leta vladavine Senusreta I. do 2. leta vladavine Amenemheta II. 

### Zapisi o vladanju
Najpomembnejši zapis o Amenemhetovi zgodnji vladavini je na fragmentu tako imenovanih Letopisov Amenemheta II., ki so jih odkrili v Memfisu. Zapis govori o donacijah templjem in nekaj političnih dogodkih. Med slednjimi je omemba vojnega pohoda v Azijo, uničenju mest Iuai in Iasi, katerih lokacija je še vedno neznana, in prihodu prinašalcev davkov iz Azije in Kuša.
Med njegovo vladavino je bilo organiziranih več rudarskih odprav: najmanj tri na Sinaj v Vadi Gasus (v 28. letu vladanja) in ena za iskanje ametistov v Vadi el-Hudi. Znano je tudi, da je naročil več gradbenih del v Heliopolisu, Herakleopolisu, Memfisu in vzhodni Nilovi delti. V Hermopolisu je obnovil porušen tempelj. Nekaj zapisov omenja gradnjo Prvega templja, za katerega se še vedno ne vé, kaj naj bi bil. Dobro znane najdbe, povezane z Amenemhetom II., so louvrska sfinga A23 iz Tanisa, katero so si kasneje  prisvajali številni drugi faraoni. Njegovo ime se pojavlja tudi na zabojih s srebrnimi zakladnimi predmeti, ki so jih našli pod Montujevim templjem v Todu. Zanimivo je, da številnih predmetov niso izdelali egipčanski, ampak egejski mojstri, kar dokazuje stike Srednjega kraljestva s tujimi civilizacijami. Amenemhetove kartuše se pojavljajo tudi na številnih zasebni stelah, nekaterih iz obdobja njegove vladavine, ki pa ne vsebujejo nobenih uporabnih podatkov o dogodkih med njegovo vladavino.

### Dvorni uradniki
Znanih je nekaj Amenemhetovih dvornih uradnikov. Senusret je bil vezir (minister) na začetku njegove vladavine. Eden od njegovih naslednikov je bil Ameni. Njemu je najverjetneje sledil Siese, ki je imel omembe vredno kariero in je bil pred položajem vezirja državni zakladnik (finančni minister) in faraonov glavni spremljevalec. Razen Sieseja je znanih tudi več drugih zakladnikov, med njimi Rehuerdžersen in Merikau.  Nadzornik palačnih vrat Kentiketiver je bil pokopan v bližini faraonove piramide. Drugi znani uradniki so bili komornika  Snofru in Senitef in državni pisar iri-pat Samont.

### Nasledstvo
Amenemhet II. in njegov naslednik Senusret II. sta bila nekaj časa sovladarja, edina v celem Srednjem kraljestvu. Za razliko od dvojno datiranih spomenikov, Hapujeva stela iz Konosa nedvoumno trdi, da sta nekaj časa vladala skupaj in da je 3. leto vladavine Senusreta II. sovpadalo s 35. letom vladavine Amenemheta II. To leto je hkrati najvišje dokumentirano leto Amenemhetove vladavine.

## Grobnica
Za razliko od dveh predhodnikov, ki sta zgradila piramidi v Lištu, je Amenemhet II. za ta namen izbral Dahšur, ki se kot pokopališče faraonov ni uporabljal od Sneferuja in njegove Rdeče piramide (4. dinastija). Amenemhetova piramida, ki se je prvotno imenovala Amenu-sekhem, vendar je bolj znana kot Bela piramida, je slabo ohranjena in raziskana. Posmrtni tempelj ob njej se je imenoval Džefa-Amenemhat. V kompleksu piramid je pokopanih več oseb, katerih grobove je leta 1894/1895 odkril Jacques de Morgan. Grobnica že omenjenih princes Ite, Itaveret in Kenmet so bile nedotaknjene in so vsebovale njihov čudovit nakit. Ob njih so bile tudi grobnice dvorne dame Satatormerit, zakladnika Amenhotepa in kraljice Keminub. Slednji sta bili iz kasnejše 13. dinastije in sta bili že v antiki  izropani.